# Haspel

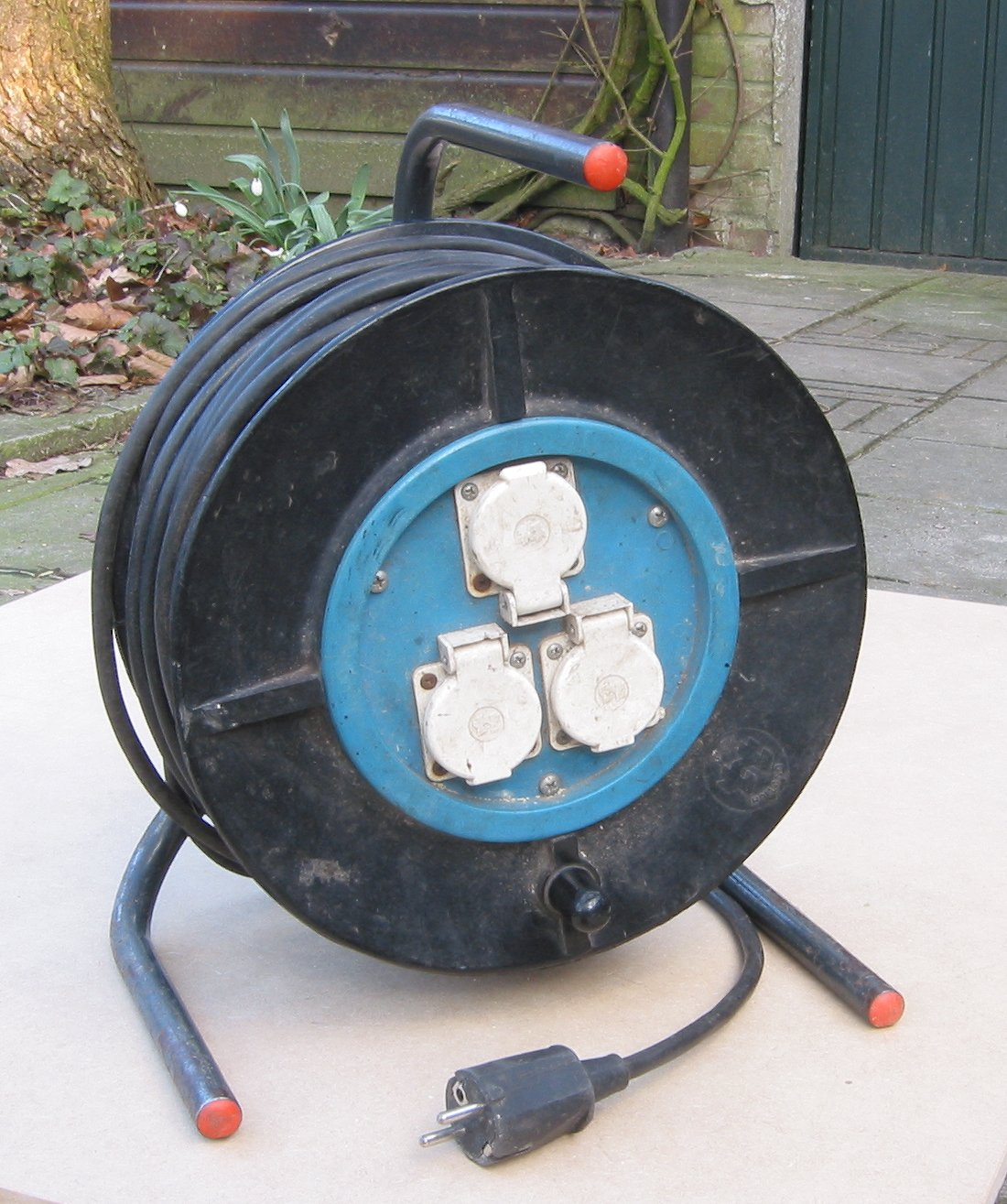
Elektrische haspel met geaard verlengsnoer

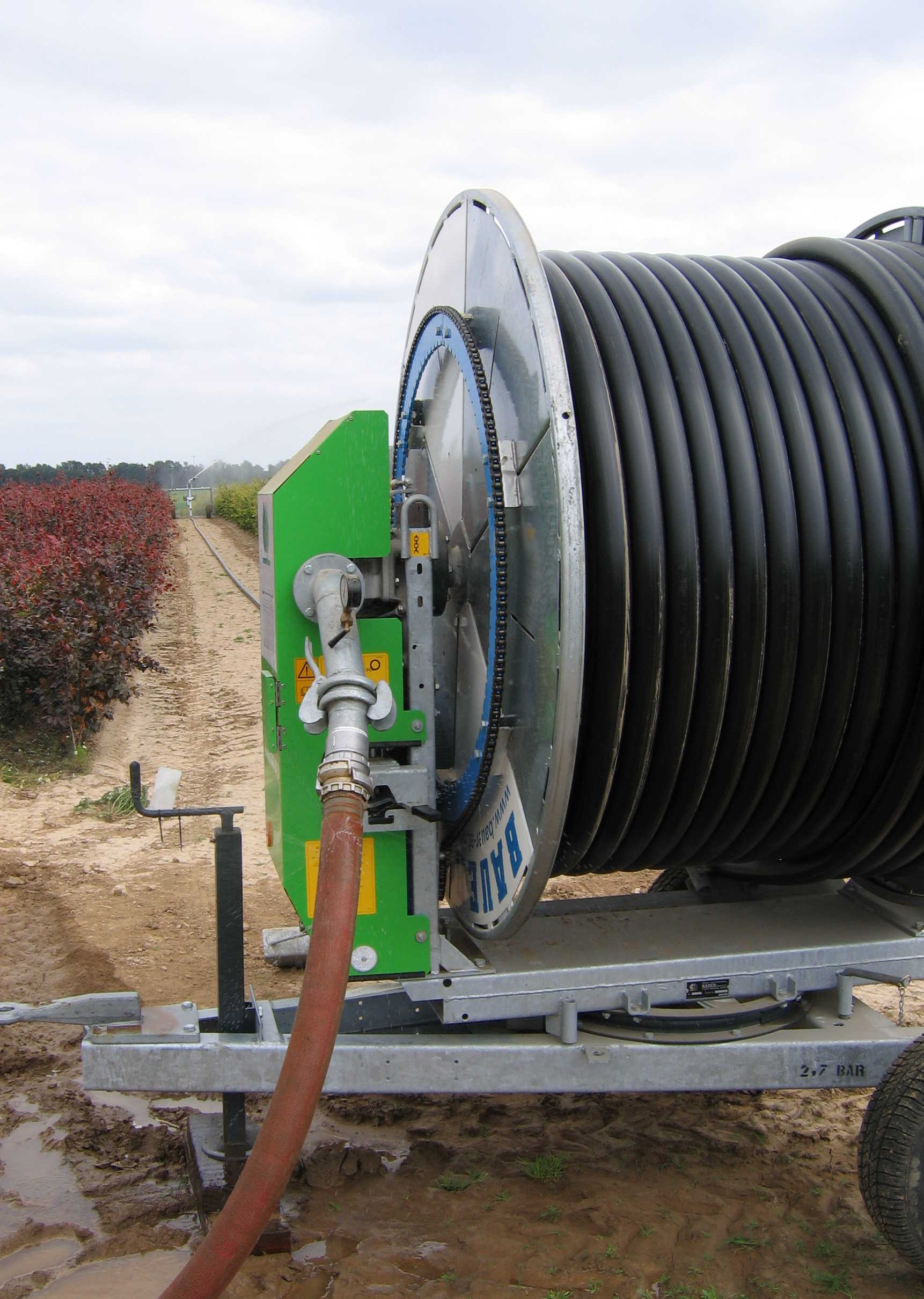
Slangenhaspel voor beregening met een waterkanon

Een haspel is een apparaat waarmee bijvoorbeeld een tuinslang, brandslang, kabel of verlengsnoer gemakkelijk opgerold kan worden. Op deze wijze raken snoeren of kabels niet in de war.
Het kan ook verwijzen naar een toestel waarop wol of vlas tot garen tot strengen gewonden kan worden.
Op de as van een elektrische haspel zijn meestal één of meerdere contactdozen aangebracht; bij een slanghaspel is er vaak een aansluiting voor een tuinslang gemonteerd. Bij het op- en afrollen mag hierop niets aangesloten zijn.
Bij het afrollen moet de haspel rondgedraaid worden. Trekt men de kabel of slang van de haspel af zonder hem te draaien, dan ontstaan er kinken.

## Elektrische veiligheid
Het is belangrijk dat tijdens het gebruik van een haspel de kabel helemaal uitgerold wordt. Wanneer een kabel opgerold op een haspel blijft en belast wordt, krijgt die de eigenschap van een spoel en creëert die een elektromagnetisch veld. Hierdoor wordt warmte in de kern van de haspel ontwikkeld en hoe hoger de elektrische belasting op de haspel, hoe groter de warmteontwikkeling is die in de kern van de haspel plaatsvindt. Bij lage belasting zal dit niet afrollen niet tot problemen leiden, maar bij hogere belasting kan zoveel hitte ontstaan dat de kabelisolatie smelt en in brand kan raken. Sommige kabelhaspels zijn daarom voorzien van een thermische beveiliging tegen oververhitting.

## Scheepvaart
Het stuurrad op een schip, waarmee men het roer bedient, wordt ook haspel genoemd.